# Catherine Rowett

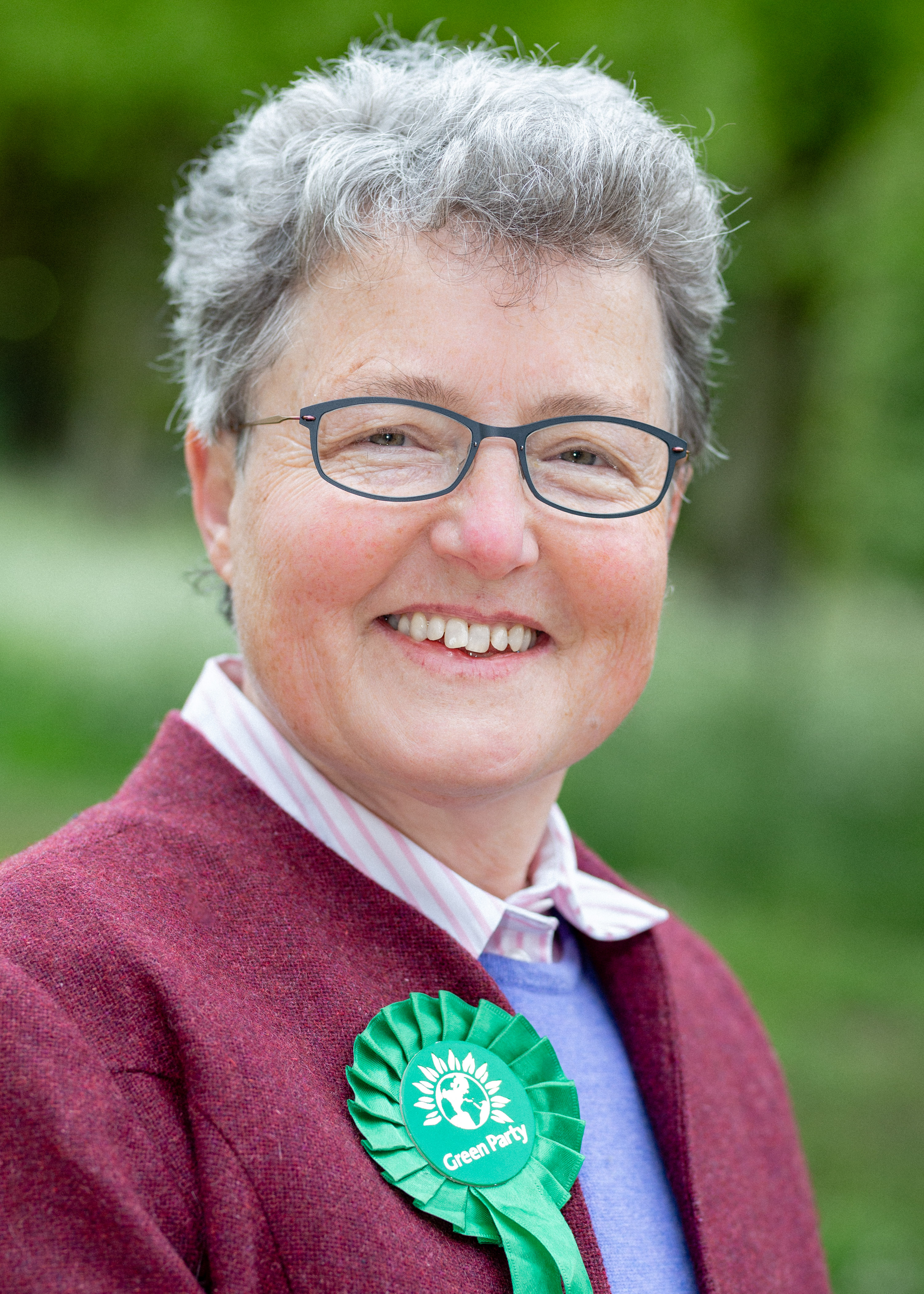
Catherine Rowett, 2019

Catherine Joanna Rowett, von 1979 bis 2011 auch bekannt unter ihrem Autorinnennamen Catherine Osborne (* 29. Dezember 1956 in Yeovil), ist eine britische Philosophin und Politikerin (Green Party of England and Wales). Rowett spezialisierte sich auf griechische, insbesondere vorsokratische Philosophie und dozierte an mehreren britischen Universitäten. Ab der Europawahl 2019 bis zum 31. Januar 2020 war sie Mitglied des Europäischen Parlaments als Teil der Fraktion Die Grünen/EFA.

## Leben
Rowett studierte an University of Cambridge, wo sie auch mit einer Dissertation über Hippolyt von Rom und vorsokratische Philosophen promovierte. Die Dissertation wurde 1987 unter dem Titel „Rethinking Early Greek Philosophy: Hippolytus of Rome and the Presocratics“ bei der Cornell University Press veröffentlicht.
Rowett wurde 1984 Junior Research Fellow am New Hall College der University of Cambridge. 1987 nahm sie ein Senior Research Fellowship am St Anne’s College, Oxford, auf, während sie auch als British Academy Postdoctoral Fellow arbeitete. Ab 1990 war Rowett Dozentin für Philosophie an der Swansea University. Als sie Swansea im Jahr 2000 verließ, wurde Rowett Reader in griechischer Kultur an der University of Liverpool und wechselte dann 2003 als Dozentin für Philosophie an die University of East Anglia. Rowett wurde 2006 Reader und 2008 Professorin für Philosophie. Von 2005 bis 2008 war sie Leiterin der School of Philosophy (später in die heutige School of Politics, Philosophy, Language and Communication Studies integriert).
Rowett erhielt von 2007 bis 2009 ein Leverhulme-Trust-Forschungsstipendium für ihre Arbeit über Wissen und Wahrheit bei Platon, was die Grundlage ihrer Arbeit bildete, die 2018 als „Knowledge and Truth in Plato: Stepping Past the Shadow of Socrates“ bei Oxford University Press erschien.

## Politik
Catherine Rowett engagiert sich seit vielen Jahren für die Green Party of England and Wales. Rowett kandidierte ohne Erfolg im Wahlkreis South Norfolk für ein Mandat im britischen Unterhaus bei den Wahlen 2015 und 2017.
2019 nominierte ihre Partei sie für die Europawahl 2019 auf den ersten Listenplatz der Partei im britischen Europawahlkreis East of England. Ihre Partei holte mit 12,67 Prozent der Stimmen erstmals ein Mandat in dem Wahlkreis, das Rowett annahm. Sie trat der Fraktion Die Grünen/EFA bei, für die sie Mitglied im Ausschuss für auswärtige Angelegenheiten war. Zudem war sie stellvertretendes Mitglied im Ausschuss für Verkehr und Tourismus sowie im Unterausschuss Menschenrechte.  Im Rahmen des Austritts des Vereinigten Königreichs aus der Europäischen Union verließ Rowett das Europäische Parlament zum 31. Januar 2020.

## Schriften (Auswahl)
als Catherine Osborne
- Rethinking Early Greek Philosophy: Hippolytus of Rome and the Presocratics. Cornell University Press, Ithaca 1987.

als Catherine Rowett
- Knowledge and Truth in Plato: Stepping Past the Shadow of Socrates. Oxford University Press, Oxford 2018.